# Proctacanthus coprates
Proctacanthus coprates là một loài ruồi trong họ Asilidae. Proctacanthus coprates được Walker miêu tả năm 1849. Loài này phân bố ở vùng Tân nhiệt đới.